# Dominique Rollin
Pour les articles homonymes, voir Rollin.
Dominique Rollin, né le 29 octobre 1982 à Boucherville au Canada, est un coureur cycliste canadien. Il est passé professionnel en 2001 dans l'équipe Sympatico-Jet Fuel Coffee.

## Biographie

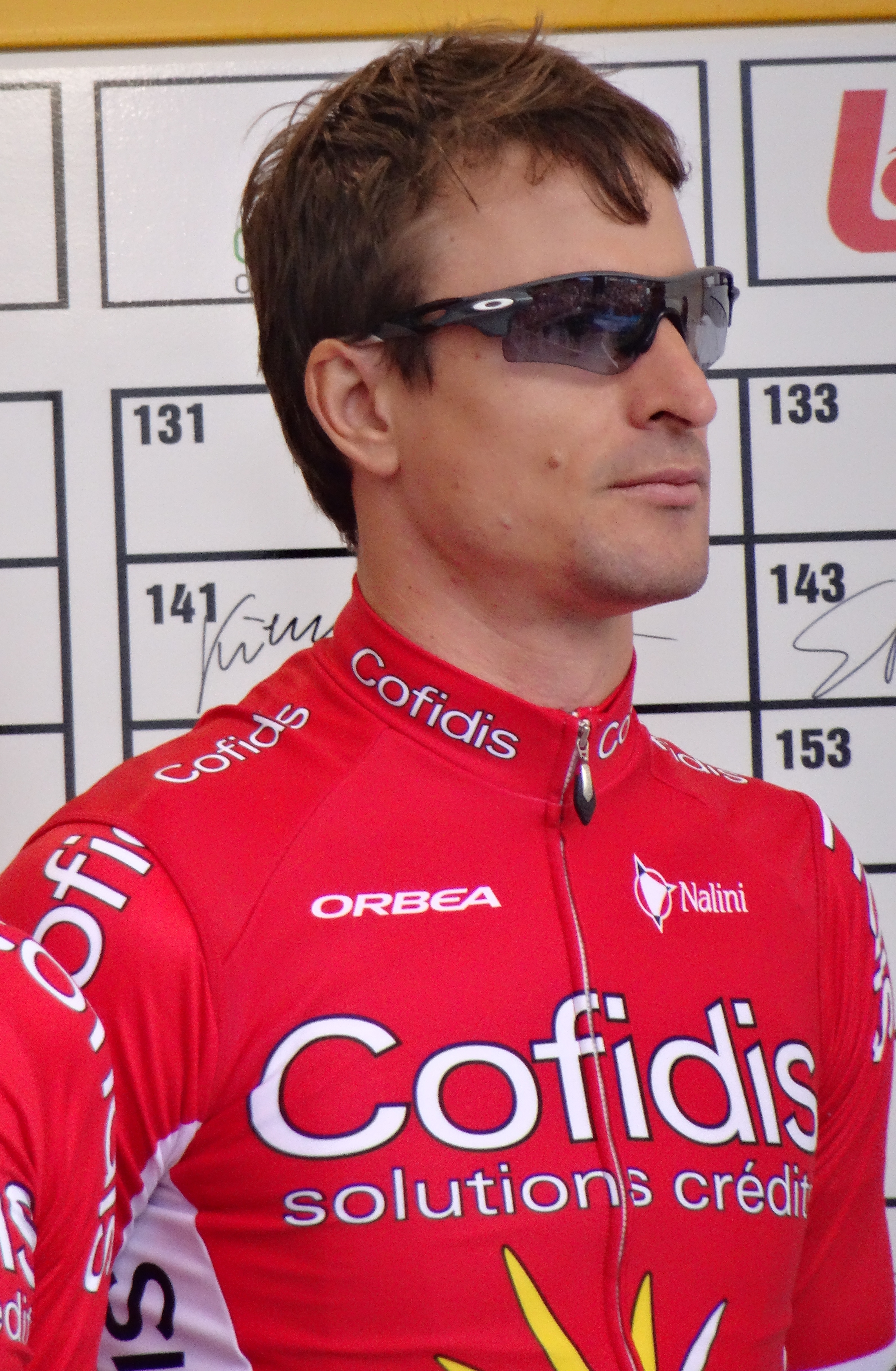
Dominique Rollin lors du départ de Kuurne-Bruxelles-Kuurne 2015.

Dominique Rollin pratique le cyclisme à partir de l'âge de onze ans au club de Montérégie. Dans l'enseignement secondaire, il intègre le programme sport études de l’école secondaire de Mortagne, à Boucherville, dirigé par Pierre Lemay qui est son entraîneur en club. Repéré par le sélectionneur national Jacques Landry, il court en Europe avec l'équipe du Canada à partir de 1999. En 2001 et 2002, il court pour l'équipe Jet Fuel, alors seule équipe canadienne professionnelle.
En 2003, Dominique Rollin intègre l'UVC Aube-Troyes, un club français. « J’ai fait le saut en Europe parce que c’est là que ça se passe. Ici, je peux prendre part à des épreuves de haut calibre tout au long de l’année. Le problème avec mon ancienne équipe est que même si je participais à des bonnes courses en Amérique du Nord, il y avait toujours des temps morts. Ce n’était pas l’idéal pour garder un bon rythme tout au long de l’année jusqu’aux championnats du monde. ». Avec son club, il gagne une étape du Tour de l'Indre et est troisième du Chrono champenois. Il est champion du Canada du contre-la-montre espoirs en juin. En octobre, il participe aux championnats du monde sur route, à Hamilton en Ontario. Avec l'Ontarien Chris Isaac, il y représente le Canada lors du contre-la-montre des moins de 23 ans. Ils obtiennent tous deux un résultat décevant, finissant 41e et 42e, sur 45 participants. Sur le même parcours, Rollin avait mis deux minutes de moins pour devenir champion du Canada quelques mois plus tôt,,. L'année suivante, Dominique Rollin court pour l'USSAP Barentin, club de Division nationale 1. Il gagne la première édition de La Gainsbarre et conserve le titre national acquis l'année précédente. Il se classe deuxième de Paris - Mantes-en-Yvelines Espoirs. Aux championnats du monde sur route à Vérone, en Italie, il est 40e du contre-la-montre des moins de 23 ans.
Après deux saisons au sein d'équipes amateurs françaises, il se trouve sans équipe en 2005 et revient au Québec. Il y court pour l'équipe Gypco-Télé-annonce et remporte la Classique Montréal-Québec Louis Garneau. En novembre, il est contacté par Cyrille Guimard qu'il rejoigne le Vélo-Club de Roubaix Lille Métropole. En fin d'année 2006, il apprend dans la presse que Roubaix Lille Métropole envisage de devenir une équipe professionnelle en 2007. Voyant un manque de respect, il met alors fin aux négociations en cours quant à son maintien dans l'équipe.
En 2007, Dominique Rollin devient professionnel au sein de l'équipe Kodakgallery.com-Sierra Nevada Brewing Co.. Il remporte neuf courses durant cette saison et se classe troisième de la première édition du Tour du Missouri.
L'équipe Kodakgallery.com-Sierra Nevada Brewing Co. disparaît en fin d'année. Rollin est alors recruté pour 2008 par l'équipe américaine Toyota-United. Scott Moninger, directeur sportif de cette équipe, estime que son profil de coureur complet est idéal pour le circuit américain. Il gagne le Tour de New York.
En septembre, il forme avec Michael Barry et Christian Meier l'équipe du Canada lors du championnat du monde sur route à Varèse en Italie. Il ne termine pas cette course.
En 2009, Dominique Rollin est recruté par la nouvelle équipe Cervélo, qui a le statut d'équipe continentale professionnelle. En début d'année, il est quatrième d'une étape de Tirreno-Adriatico, cinquième du Tour de Drenthe, troisième du Grand Prix de l'Escaut derrière les sprinters Alessandro Petacchi et Kenny van Hummel. Il souffre d'une mononucléose en cours de saison et doit se reposer pendant deux mois. Neuvième du classement général du Tour du Limousin en août, il dispute le Tour d'Espagne, son premier grand tour, qu'il quitte lors de la treizième étape. Il est le troisième Québécois à participer à un grand tour,. En août 2010, il finit deuxième du Tour du Poitou-Charentes, à deux centièmes du vainqueur Jimmy Engoulvent. En octobre, il dispute le championnat du monde sur route à Melbourne, avec Christian Meier et Svein Tuft, et ne la termine pas. Une semaine plus tard, il se classe sixième de la course en ligne des Jeux du Commonwealth.
En fin d'année 2010, l'équipe Cervélo est dissoute. Dominique Rollin est recruté pour deux ans par l'équipe française FDJ, qui évolue dans le World Tour,
. Avec elle, il dispute le Tour d'Espagne 2012 et deux Tours d'Italie, en 2012 et 2013. Chargé de préparer les sprints, il aide notamment Nacer Bouhanni à gagner plusieurs courses. En fin d'année 2013, il n'est pas conservé par la FDJ. Faute de trouver une nouvelle équipe, Dominique Rollin annonce qu'il arrête sa carrière de coureur en début d'année 2014. Le 1er août 2014, l'équipe Cofidis annonce qu'il rejoint l'équipe pour la saison 2015.
Le 18 janvier 2016, il annonce qu'il met un terme à sa carrière après une année passée au sein de l'équipe Cofidis. Il souhaite se réorienter dans la restauration et va tenter d’intégrer la brigade d’un restaurant en Catalogne.
Dominique Rollin a été entraîné durant sa carrière par Brian Walton.

## Palmarès
| - 1999 - Champion du Canada du critérium juniors - 2e du championnat du Canada du contre-la-montre juniors - 2000 - Champion du Canada du contre-la-montre juniors - 2002 - Champion du Canada sur route espoirs - 2003 - Champion du Canada du contre-la-montre espoirs - Une étape du Tour de l'Indre (contre-la-montre) - 3e du Grand Prix de Saint-Julien-les-Villas - 3e du Chrono champenois - 2004 - Champion du Canada du contre-la-montre espoirs - 1re épreuve du Maillot des Jeunes Léopards - La Gainsbarre - 4e étape du Tour du Loiret - Boucles de l'Austreberthe - 2e de Paris-Mantes-en-Yvelines - 3e du Tour du Loiret - 2005 - 2e étape du Tour de Beauce - Classique Montréal-Québec Louis Garneau | - 2006 - Champion du Canada sur route - 4e étape du Tour de Gironde - 3e du Circuit Jean Bart - 2007 - Historic Roswell Criterium - 3e, 6e et 7e étapes de la FBD Insurance Rás - 3e du Tour du Missouri - Médaillé de bronze du contre-la-montre aux Jeux panaméricains - 2008 - 4e étape du Tour de Californie - Rochester Omnium : - Classement général - 2e étape - 4e étape de la Cascade Cycling Classic - 9e étape du Tour de Southland - 2e du Tour de Murrieta - 2009 - 3e du Grand Prix de l'Escaut - 2010 - 2e du Tour du Poitou-Charentes |  |

## Résultats dans les grands tours

### Tour d'Italie
2 participations
- 2012 : abandon (20e étape)
- 2013 : 75e

### Tour d'Espagne
3 participations
- 2009 : abandon (13e étape)
- 2012 : 153e
- 2015 : 116e

## Classements mondiaux
| Année                  | 2005 | 2006 | 2007 | 2008 | 2009 | 2010 | 2011 | 2012 | 2013 | 2015 |
| ---------------------- | ---- | ---- | ---- | ---- | ---- | ---- | ---- | ---- | ---- | ---- |
| Calendrier mondial UCI |      |      |      |      | 251e |      |      |      |      |      |
| UCI World Tour         |      |      |      |      |      |      |      | nc   | nc   |      |
| UCI Africa Tour        |      | 133e |      |      |      |      |      |      |      |      |
| UCI America Tour       | 113e | 63e  | 16e  | 11e  |      |      |      |      |      |      |
| UCI Asia Tour          |      |      |      |      |      |      | 216e |      |      | nc   |
| UCI Europe Tour        |      | 723e | 496e |      | 241e | 154e | 424e |      |      | nc   |
| UCI Oceania Tour       |      |      | 24e  | 66e  | 11e  |      |      |      |      |      |